# Cassilândia (kommun)
Cassilândia är en kommun i Brasilien.   Den ligger i delstaten Mato Grosso do Sul, i den södra delen av landet, 600 km sydväst om huvudstaden Brasília. Antalet invånare är 20 932.
Följande samhällen finns i Cassilândia:
- Cassilândia

Omgivningarna runt Cassilândia är huvudsakligen savann. Runt Cassilândia är det glesbefolkat, med 14 invånare per kvadratkilometer.